# Premier League-aranycipő

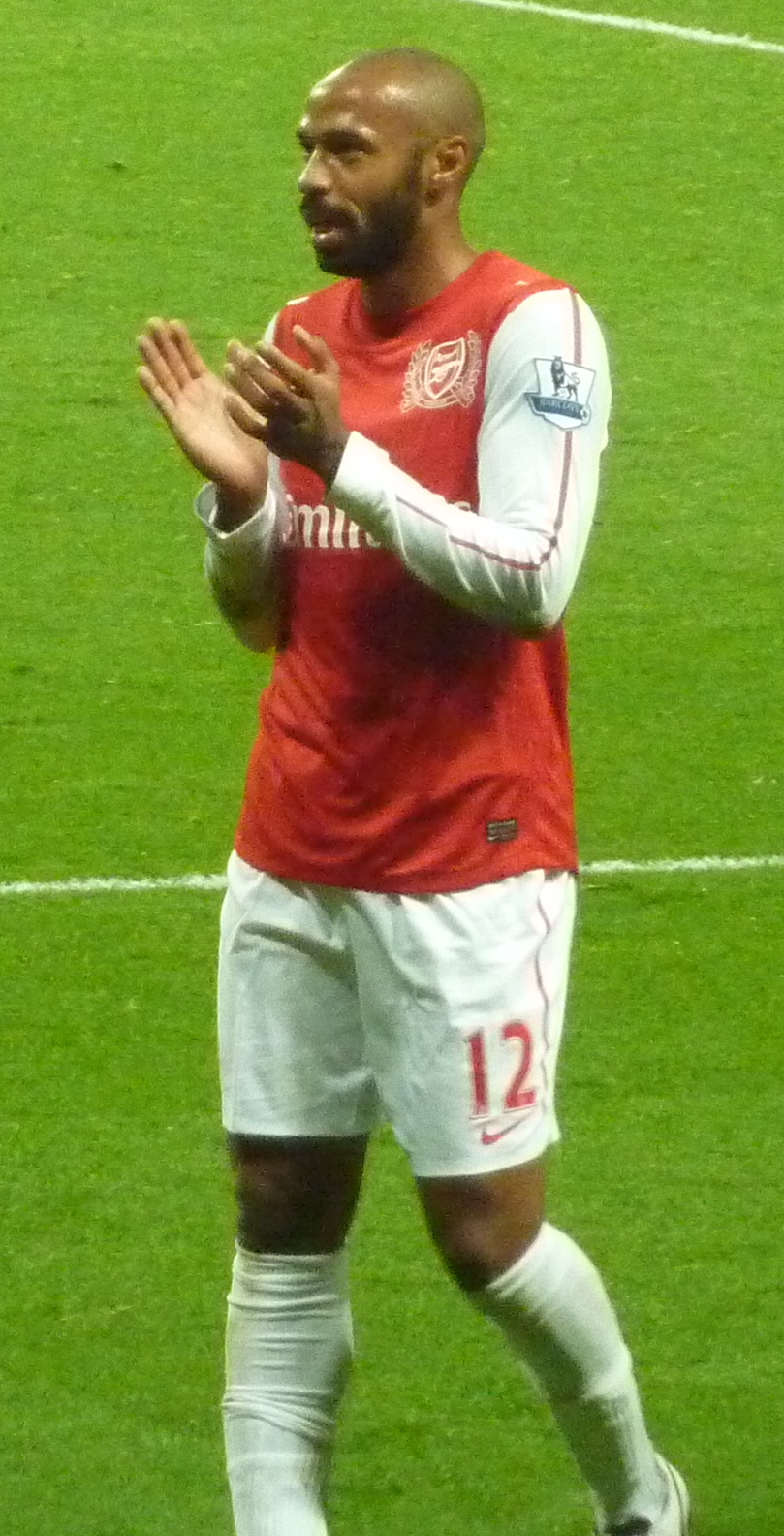
Thierry Henry, a négyszeres győztes rekorder

A Premier League-aranycipő egy olyan labdarúgással kapcsolatos díj, melyet minden évben az angol első osztály legjobb góllövőjének ítélnek oda. Szponzorációs célból 1994 és 2001 között Carling-aranycipőnek, 2002–2004 között Barclaycard-aranycipőnek nevezték. 2005-től 2015-ig a Barclays, 2017-től 2020-ig a Cadbury, míg 2020–2021-ben a Coca-Cola Zero Sugar volt a támogató, míg 2021–2022-től a Castrol a díj támogatója. A nyertesek az elismerés mellé gólonként 1000 fontot kapnak, ezt egy általuk választott jótékonysági szervezetnek kell adományozniuk. A 2012–2013-as szezonban Robin van Persie, miután 26 találattal lett gólkirály, 30 000 fontos díjazásban részesült.

## A díj története
A Premier League 1992-ben alakult, miután az első osztály klubjai kiléptek a First Divisionból, és megalapítottak egy új, kereskedelmileg független bajnokságot, amely tárgyalásokat folytatott a saját közvetítési és szponzorációs szerződéseiről. Az újonnan alakult ligának az első idényében még nem volt támogatója, a következő évben azonban a Carling már beleegyezett egy négyéves, 12 millió font értékű üzletbe, így ettől az évtől beszélhetünk a díj szponzorálásáról. Ennek eredményeként az alakuló évadban Premier League-aranycipőnek nevezték a díjat, amelyet 1993-ban Teddy Sheringham kapott meg. A kiírás eredetileg 22 csapatból állt, az 1994–1995-ös szezonban azonban már csak 20 gárdával kötöttek szerződést, mindez 42-ről 38-ra csökkentette a lejátszandó találkozók számát.
Thierry Henry négy alkalommal nyerte el az aranycipőt, többször, mint bármelyik más játékos. Jimmy Floyd Hasselbaink és Dwight Yorke volt az első nem angol és nem európai nyertes, 1999-ben megosztva végeztek az élen Michael Owennel. Henry mellett Alan Shearer az egyetlen játékos, aki három egymást követő évadban is elnyerte a díjat. Phillips, Henry, Cristiano Ronaldo és Luis Suárez ugyanabban a szezonban, amikor élen végzett a Premier League góllövőlistáján, megkapta az Európai aranycipőt is. Henry két alkalommal is duplázni tudott ebben a tekintetben. Shearer, Hasselbaink és Van Persie két klubbal is elhódította az aranycipőt.
Andy Cole és Shearer – 34 találattal 1993–1994-ben, illetve 1994–1995-ben – a legtöbb gólt szerezve végeztek az élen, a bajnokság ekkor 42 mérkőzésből állt. Mohamed Szaláh a jelenlegi 38 meccses kiírásban jegyzett 32 gólja rekord 2017–2018-ban, míg Nicolas Anelka a legkevesebb találatot érte el, szám szerint 19-et, amikor 2008–2009-ben elnyerte a díjat. A legkevesebb gól, amellyel a díjazás történt, mindössze 18, az 1997–1998-as és az 1998–1999-es idényben, ekkor három játékos között osztották meg az aranycipőt. Legutóbb 2021–2022-ben kapta meg több labdarúgó a díjat, miután Mohamed Szaláh és Szon Hungmin 23 találattal lett gólkirály abban a szezonban. Erling Haaland könyvelte el a legnagyobb meccs/gól arányt, 2022–2023-ban a 35 találkozón szerzett 36 gólja 1,03-as átlagnak felel meg.

## Győztesek

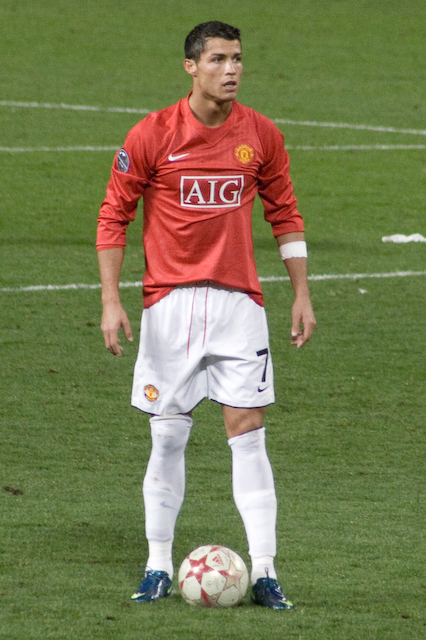
A 2008-as nyertes Cristiano Ronaldo, aki ugyanabban az évben az Európai aranycipőt is megkapta.

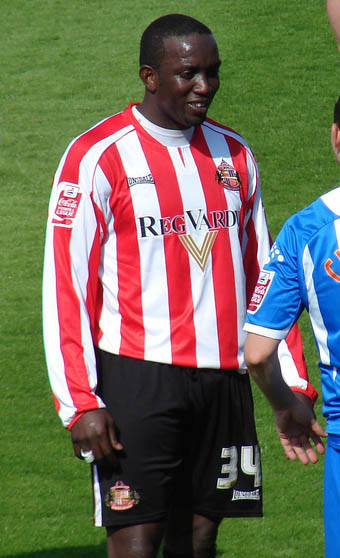
Dwight Yorke 1999-ben megosztva lett nyertes, ő az első nem európai labdarúgó, aki aranycipőt nyert.

| Játékos (X) | A játékos neve és hogy hányszor nyerte el a díjat (akár többször is)                           |
| Mérkőzések  | Azon Premier League szezonban lejátszott mérkőzések száma, amelyben a játékos elnyerte a díjat |
| Arány       | A nyertes játékos gól/mérkőzés aránya az adott idényben                                        |
| #           | Több díjazott ugyanabban az idényben                                                           |
| ##          | A játékos az Európai aranycipőt is megnyerte az adott idényben                                 |
| §           | A játékos a klubjával bajnokságot is nyert az adott szezonban                                  |

| Szezon     | Játékos                     | Nemzetiség         | Klub               | Gólok | Mérkőzések | Arány | Források      |
| ---------- | --------------------------- | ------------------ | ------------------ | ----- | ---------- | ----- | ------------- |
| 1992–1993  | Teddy Sheringham            | Anglia             | Tottenham Hotspur  | 22    | 41         | 0,54  | [ 8 ]         |
| 1993–1994  | Andy Cole                   | Anglia             | Newcastle United   | 34    | 40         | 0,85  | [ 8 ]         |
| 1994–1995  | Alan Shearer                | Anglia             | Blackburn Rovers§  | 34    | 42         | 0,81  | [ 8 ] [ 20 ]  |
| 1995–1996  | Alan Shearer (2)            | Anglia             | Blackburn Rovers   | 31    | 35         | 0,89  | [ 8 ] [ 20 ]  |
| 1996–1997  | Alan Shearer (3)            | Anglia             | Newcastle United   | 25    | 31         | 0,81  | [ 8 ] [ 20 ]  |
| 1997–1998# | Chris Sutton                | Anglia             | Blackburn Rovers   | 18    | 35         | 0,51  | [ 8 ]         |
| 1997–1998# | Dion Dublin                 | Anglia             | Coventry City      | 18    | 36         | 0,50  | [ 8 ] [ 21 ]  |
| 1997–1998# | Michael Owen                | Anglia             | Liverpool          | 18    | 36         | 0,50  | [ 8 ]         |
| 1998–1999# | Michael Owen (2)            | Anglia             | Liverpool          | 18    | 30         | 0,60  | [ 8 ]         |
| 1998–1999# | Dwight Yorke                | Trinidad és Tobago | Manchester United§ | 18    | 33         | 0,55  | [ 22 ]        |
| 1998–1999# | Jimmy Floyd Hasselbaink     | Hollandia          | Leeds United       | 18    | 36         | 0,50  | [ 8 ]         |
| 1999–2000  | Kevin Phillips##            | Anglia             | Sunderland         | 30    | 36         | 0,83  | [ 10 ] [ 23 ] |
| 2000–2001  | Jimmy Floyd Hasselbaink (2) | Hollandia          | Chelsea            | 23    | 35         | 0,66  | [ 24 ]        |
| 2001–2002  | Thierry Henry               | Franciaország      | Arsenal§           | 24    | 33         | 0,73  | [ 22 ]        |
| 2002–2003  | Ruud van Nistelrooy         | Hollandia          | Manchester United§ | 25    | 34         | 0,74  | [ 25 ]        |
| 2003–2004  | Thierry Henry## (2)         | Franciaország      | Arsenal§           | 30    | 37         | 0,81  | [ 12 ] [ 22 ] |
| 2004–2005  | Thierry Henry## (3)         | Franciaország      | Arsenal            | 25    | 32         | 0,78  | [ 12 ]        |
| 2005–2006  | Thierry Henry (4)           | Franciaország      | Arsenal            | 27    | 32         | 0,84  | [ 8 ]         |
| 2006–2007  | Didier Drogba               | Elefántcsontpart   | Chelsea            | 20    | 36         | 0,56  | [ 26 ]        |
| 2007–2008  | Cristiano Ronaldo##         | Portugália         | Manchester United§ | 31    | 34         | 0,91  | [ 3 ] [ 11 ]  |
| 2008–2009  | Nicolas Anelka              | Franciaország      | Chelsea            | 19    | 36         | 0,53  | [ 28 ]        |
| 2009–2010  | Didier Drogba (2)           | Elefántcsontpart   | Chelsea§           | 29    | 32         | 0,91  | [ 29 ]        |
| 2010–2011# | Carlos Tévez                | Argentína          | Manchester City    | 20    | 31         | 0,65  | [ 30 ]        |
| 2010–2011# | Dimitar Berbatov            | Bulgária           | Manchester United§ | 20    | 32         | 0,63  | [ 30 ]        |
| 2011–2012  | Robin van Persie            | Hollandia          | Arsenal            | 30    | 38         | 0,79  | [ 32 ]        |
| 2012–2013  | Robin van Persie (2)        | Hollandia          | Manchester United§ | 26    | 38         | 0,68  | [ 5 ]         |
| 2013–2014  | Luis Suárez##               | Uruguay            | Liverpool          | 31    | 33         | 0,94  | [ 33 ]        |
| 2014–2015  | Sergio Agüero               | Argentína          | Manchester City    | 26    | 33         | 0,79  | [ 34 ]        |
| 2015–2016  | Harry Kane                  | Anglia             | Tottenham Hotspur  | 25    | 38         | 0,65  | [ 35 ]        |
| 2016–2017  | Harry Kane (2)              | Anglia             | Tottenham Hotspur  | 29    | 30         | 0,97  | [ 36 ]        |
| 2017–2018  | Mohamed Szaláh              | Egyiptom           | Liverpool          | 32    | 36         | 0,89  | [ 37 ]        |
| 2018–2019# | Pierre-Emerick Aubameyang   | Gabon              | Arsenal            | 22    | 36         | 0,61  | [ 38 ]        |
| 2018–2019# | Sadio Mané                  | Szenegál           | Liverpool          | 22    | 36         | 0,61  | [ 38 ]        |
| 2018–2019# | Mohamed Szaláh (2)          | Egyiptom           | Liverpool          | 22    | 38         | 0,58  | [ 38 ]        |
| 2019–2020  | Jamie Vardy                 | Anglia             | Leicester City     | 23    | 35         | 0,65  | [ 39 ]        |
| 2020–2021  | Harry Kane (3)              | Anglia             | Tottenham Hotspur  | 23    | 35         | 0,65  | [ 40 ]        |
| 2021–2022# | Mohamed Szaláh (3)          | Egyiptom           | Liverpool          | 23    | 35         | 0.66  | [ 41 ]        |
| 2021–2022# | Szon Hungmin                | Dél-Korea          | Tottenham Hotspur  | 23    | 35         | 0.66  | [ 41 ]        |
| 2022–2023  | Erling Haaland (1)          | Norvégia           | Manchester City§   | 36    | 35         | 1.03  | [ 42 ]        |
| 2023–2024  | Erling Haaland (2)          | Norvégia           | Manchester City§   | 27    | 31         | 0.87  | [ 42 ]        |
| 2024–2025  | Mohamed Szaláh (4)          | Egyiptom           | Liverpool§         | 29    | 38         | 0.76  |               |

## Díjazás játékosok szerint
| Díjak | Játékos                 | Nemzet           | Szezonok                                   |
| ----- | ----------------------- | ---------------- | ------------------------------------------ |
| 4     | Thierry Henry           | Franciaország    | 2001–2002, 2003–2004, 2004–2005, 2005–2006 |
| 4     | Mohamed Szaláh          | Egyiptom         | 2017–2018, 2018–2019, 2021–2022, 2024–2025 |
| 3     | Harry Kane              | Anglia           | 2015–2016, 2016–2017, 2020–2021            |
| 3     | Alan Shearer            | Anglia           | 1994–1995, 1995–1996, 1996–1997            |
| 2     | Didier Drogba           | Elefántcsontpart | 2006–2007, 2009–2010                       |
| 2     | Jimmy Floyd Hasselbaink | Hollandia        | 1998–1999, 2000–2001                       |
| 2     | Michael Owen            | Anglia           | 1997–1998, 1998–1999                       |
| 2     | Robin van Persie        | Hollandia        | 2011–2012, 2012–2013                       |
| 2     | Erling Haaland          | Norvégia         | 2022–2023, 2023–2024                       |

## Díjazás nemzetek szerint
| Nemzet             | Játékosok | Összesen |
| ------------------ | --------- | -------- |
| Anglia             | 9         | 14       |
| Hollandia          | 3         | 5        |
| Franciaország      | 2         | 5        |
| Egyiptom           | 1         | 4        |
| Argentína          | 2         | 2        |
| Elefántcsontpart   | 1         | 2        |
| Norvégia           | 1         | 2        |
| Bulgária           | 1         | 1        |
| Gabon              | 1         | 1        |
| Portugália         | 1         | 1        |
| Szenegál           | 1         | 1        |
| Dél-Korea          | 1         | 1        |
| Trinidad és Tobago | 1         | 1        |
| Uruguay            | 1         | 1        |

## Díjazás klubok szerint
| Klub              | Összesen |
| ----------------- | -------- |
| Liverpool         | 8        |
| Arsenal           | 6        |
| Manchester United | 5        |
| Tottenham Hotspur | 5        |
| Chelsea           | 4        |
| Manchester City   | 4        |
| Blackburn Rovers  | 3        |
| Newcastle United  | 2        |
| Coventry City     | 1        |
| Leeds United      | 1        |
| Leicester City    | 1        |
| Sunderland        | 1        |

## Fordítás
Ez a szócikk részben vagy egészben  a   Premier League Golden Boot című angol Wikipédia-szócikk ezen változatának fordításán alapul.  Az eredeti cikk szerkesztőit annak laptörténete sorolja fel. Ez a jelzés csupán a megfogalmazás eredetét és a szerzői jogokat jelzi, nem szolgál a cikkben szereplő információk forrásmegjelöléseként.